# برند تی ماتیاس
برند تی ماتیاس (انگلیسی: Bernd T. Matthias؛ زاده ۱۹۱۸ درگذشته ۱۹۸۰) یک فیزیک‌دان بود.